# Herbert Bayer
Herbert Bayer (Haag am Hausruck, 5 de abril de 1900 - Montecito, 30 de setembro de 1985) foi um artista, pintor, arquiteto e designer gráfico austro-americano, influente na difusão dos princípios europeus de publicidade nos Estados Unidos.

## Biografia

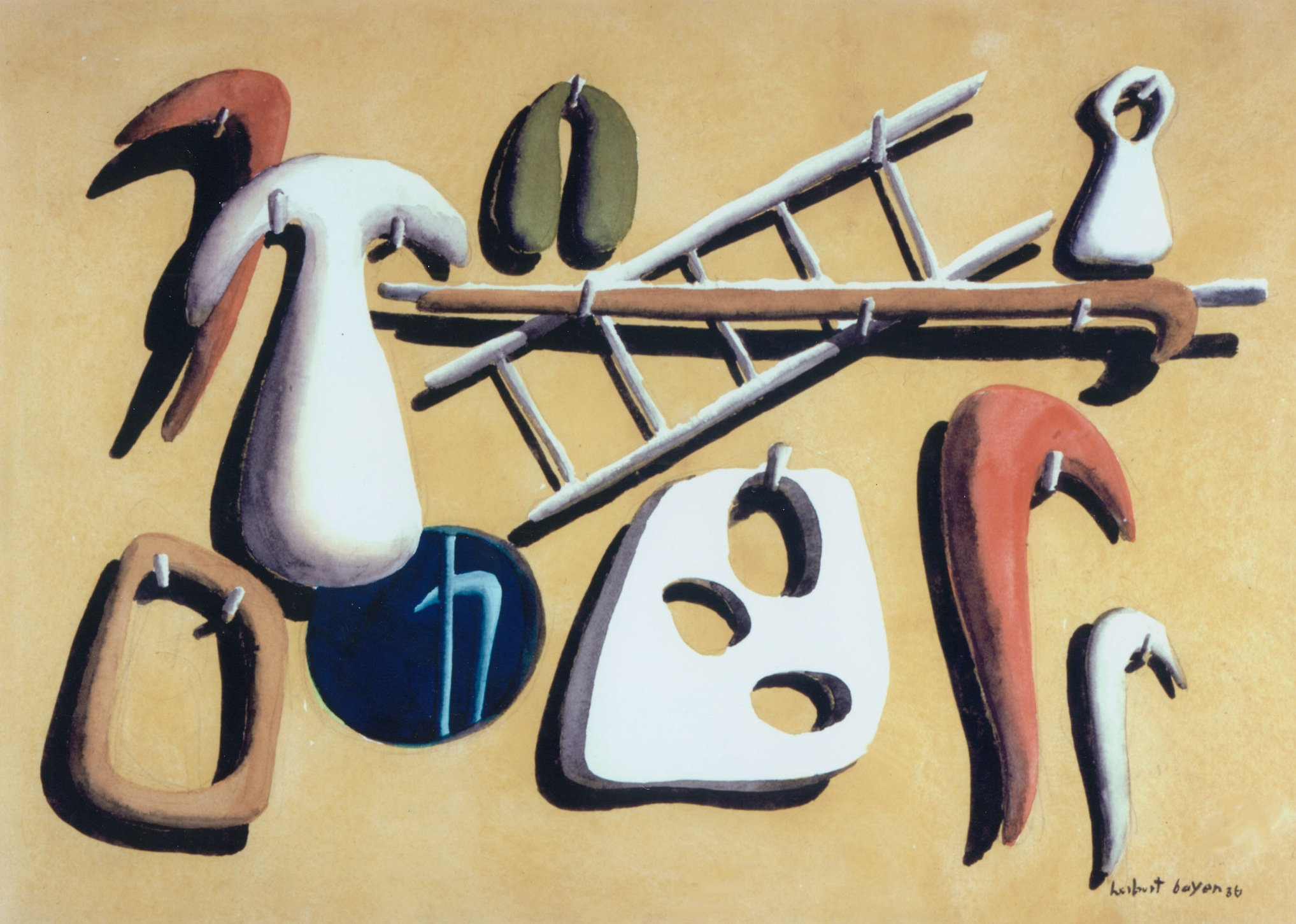
Stadelwand, 1936, Centro M.T. Abraham de Artes Visuais

Herbert nasceu em Haia em 5 de abril de 1900. Foi primeiro formado como arquiteto, mas de 1921 a 1923 estudou tipografia e pintura mural na Bauhaus, então a escola de design mais avançada da Alemanha. Depois de passar um ano (1923) como pintor de casas, tornou-se mestre em tipografia e publicidade na Bauhaus e simultaneamente foi diretor de arte da Vogue, uma revista de moda americana. Em 1928, mudou-se para Berlim, onde trabalhou em publicidade, pintura, design de exposições, tipografia e fotografia até 1938, quando se mudou à cidade de Nova Iorque e se concentrou no design de publicidade. Se tornou um cidadão americano em 1943.
Em 1946, tornou-se presidente do departamento de design da Container Corporation of America e consultor de design da Aspen Development, uma corporação que organiza um festival anual de artes em Aspen, Colorado. Nesta última capacidade, projetou muitos projetos arquitetônicos, como o Instituto Aspen de Estudos Humanísticos (1962) e a Tenda Musical (1965) utilizada durante o festival anual. Também experimentou em escultura ambiental (por exemplo, Jardim de Mármore [1955] e Além da Muralha [1976]), continuando seu trabalho em pintura (Lua Branca e Estrutura [1959]) e as artes gráficas. Recebeu uma medalha de ouro do Instituto Americano de Artes Gráficas em 1970. Faleceu em Montecito em 30 de dezembro de 1985.